# Lupin, l'incorreggibile Lupin
Lupin, l'incorreggibile Lupin (ルパン三世・ＰａｒｔIII?, Rupan Sansei - Part III) è la terza serie TV anime di Lupin III, trasmessa per la prima volta in Giappone dal 3 marzo 1984 al 25 dicembre 1985 su Yomiuri TV e Nippon Television mentre in Italia è stata trasmessa due anni dopo, nel 1987 su Italia 1. Tra i character designer è presente anche Shingō Araki.

## Produzione
Quando si decise di non continuare a produrre l'anime di Lupin VIII, i disegni di quest'ultimo vennero utilizzati per Lupin III: la terza serie.
Il Lupin in giacca rosa fu riproposto in un nuovo film per il cinema: La leggenda dell'oro di Babilonia, ma il flop di quest'ultimo convinse i produttori a non ridisegnare più la giacca rosa nei futuri film, OAV e film televisivi.
Anche se pochi, nella filmografia del ladro gentiluomo vi sono stati degli omaggi alla serie. Il più recente riguarda la parte introduttiva dell'OAV Green vs Red, in cui, tra i Lupin in giacca verde e rossa, possiamo vedere delle immagini con la giacca rosa. Un altro omaggio alla serie lo troviamo nell'OAV La cospirazione dei Fuma, quando i mercenari, colpiti da allucinogeno, vedono Lupin trasformarsi in tanti modi, tra cui nello stile della terza serie.
La serie è stata omaggiata anche in Lupin III - Ritorno alle origini, ovvero la quinta serie di Lupin, che ha un intero episodio, il sesto, realizzato con lo stile della terza serie.

## Edizioni italiane
In Italia, la serie è stata doppiata dalla MI.TO. Film nel 1986, censurandone i contenuti prima del doppiaggio. Il doppiaggio è stato diretto da Vittorio Di Prima e i dialoghi sono stati curati da Manuela Marianetti. Lo stesso trattamento è stato applicato anche a La leggenda dell'oro di Babilonia, al secondo doppiaggio de La pietra della saggezza e al ridoppiaggio della prima serie. Questa edizione è stata trasmessa sui canali Mediaset con la sigla italiana Lupin, l'incorreggibile Lupin, utilizzata anche per le repliche delle due serie precedenti. Rispetto alle due serie precedenti il cast subisce qualche variazione: Alessandra Korompay subentra a Piera Vidale nel ruolo di Fujiko, Vittorio Guerrieri sostituisce Massimo Rossi nel ruolo di Goemon, Enzo Consoli torna nel ruolo dell'Ispettore Zenigata e Vittorio Di Prima presta la voce a numerosi antagonisti.
Yamato Video ha annunciato in data 1º aprile 2021, un ridoppiaggio della serie privo di censure e più fedele all'originale. Questa riedizione presenta inoltre il video rimasterizzato in alta definizione ed è stata pubblicata il 15 giugno 2021 su Prime Video. Il ridoppiaggio è stato diretto da Giorgio Bassanelli Bisbal presso lo studio CDR. Una parte del cast italiano è cambiato rispetto al doppiaggio originale, tuttavia per l'ispettore Zenigata si è scelto di mantenere le battute della prima edizione, che non sono state sostituite come tutti gli altri dialoghi, e doppiando soltanto alcune parti mancanti. La stessa sorte è toccata anche a numerosi personaggi secondari comparsi in singoli episodi. Ciò ha fatto sì che alcuni personaggi venissero chiamati con nomi diversi nello stesso episodio.

### Doppiaggio
| Personaggio          | Voce originale    | Doppiatore italiano (doppiaggio originale) | Doppiatore italiano (ridoppiaggio) |
| -------------------- | ----------------- | ------------------------------------------ | ---------------------------------- |
| Arsenio Lupin III    | Yasuo Yamada      | Roberto Del Giudice                        | Stefano Onofri                     |
| Daisuke Jigen        | Kiyoshi Kobayashi | Sandro Pellegrini                          | Alessandro Maria D'Errico          |
| Fujiko Mine          | Eiko Masuyama     | Alessandra Korompay                        | Alessandra Korompay                |
| Goemon Ishikawa XIII | Makio Inoue       | Vittorio Guerrieri                         | Vittorio Guerrieri                 |
| Koichi Zenigata      | Gorō Naya         | Enzo Consoli                               | Enzo Consoli Paolo Siervo          |

## Sigle
Edizione giapponese
- Sigla d'apertura: Sexy Adventure (セクシーアドベンチャー?, Sekushī Adobenchā), di Yūsuke Nakamura (presentata in due versioni)
- Sigla di chiusura: Fairy Night (フェアリーナイト?, Fearī Naito), di Sonia Rosa

Edizione italiana
- Lupin, l'incorreggibile Lupin, di Enzo Draghi (usata in apertura ed in chiusura)

La Yomiuri TV trasmise le sigle originali d'apertura e chiusura due giorni prima della trasmissione del primo episodio. La sigla storica italiana della serie, in Francia, Portogallo e Spagna è diventata la sigla di Olive et Tom (Holly e Benji).
Per la replica della serie su Boing, nell'estate 2014, per i primi quattro episodi trasmessi (11, 12, 13, 14) la sigla è doppia sia all'inizio che alla fine ed è costituita da Hallo Lupin di Giorgio Vanni sulle immagini della prima serie più Lupin, l'incorreggibile Lupin di Enzo Draghi.

## Edizioni home video

### DVD
Italia
La terza serie è stata trasposta in DVD dal 24 gennaio 2009 da De Agostini con gli episodi in versione televisiva censurata e negli extra le scene tagliate.
Dal 23 marzo 2010, Yamato Video e Dolmen Home Video l'hanno riedita in 3 box che comprendono sia la versione televisiva censurata italiana che la versione integrale giapponese sottotitolata.
Nel 2013 la serie è riedita da Yamato Video in un'edizione deluxe a tiratura limitata, composta da 12 DVD più un booklet con elenco degli episodi e bozzetti preparatori.
Il 23 settembre 2021 Yamato Video ha pubblicato, sia in DVD che in Blu-ray Disc, il primo di due box che contengono il ridoppiaggio integrale e il doppiaggio originale censurato. Il secondo box è stato pubblicato il 5 ottobre 2021.